# Macrostylis hadalis
Macrostylis hadalis là một loài chân đều trong họ Macrostylidae. Loài này được Wolff miêu tả khoa học năm 1956.